# Vlag van Hiiumaa

Vlag van Hiiumaa

De vlag van Hiiumaa, een provincie van Estland, bestaat net als alle vijftien andere Estische provincievlaggen uit twee even hoge banen van wit en groen met het provinciewapen op het midden van de witte baan. Groen staat voor de natuur in Estland. Ook toen werd gekozen voor een unieke en als zodanig direct herkenbare provincievlag. De vlag is, net als alle andere provincievlaggen, vastgelegd door toenmalig president Konstantin Päts: dit gebeurde op 25 november 1996. De hoogtelengte verhouding van de vlaggen is 7:11; bij een vlag van 105 bij 165 centimeter is de hoogte van het wapen 40 centimeter.
Het provinciewapen op het midden van de witte baan van de vlag bestaat uit een wit schild met een verticaal geplaatst stuk touw van rood met drie knopen, geflankeerd aan beide zijden door twee lelies van hetzelfde.
De nieuw gevormde provincie Hiiu had geen wapen, derhalve werd er in 1990 een competitie gehouden voor een ontwerp. Van de 64 inzendingen koos de commissie in 1994 het ontwerp van Tõnu Kuku. De lelies komen uit het familiewapen van de landheer Otto R.L. von Ungern-Sternberg (1744-1811) uit Suuremõisa, een dorp op Hiiumaa. Zijn excentrieke levensstijl inspireerde zowel vele literaire werken als de lokale folklore. Het viertal staat voor de vier gemeenten op het eiland. Het touw komt uit een lokale legende, beschreven door de Estse volkenkundige en auteur M.J. Eisen.